# Radio Silence Productions
Radio Silence Productions és una productora de cinema i televisió estatunidenca, fundada en 2011 per Matt Bettinelli-Olpin, Tyler Gillett, Justin Martinez i Chad Villella. El grup és conegut per les pel·lícules de terror Ready or Not, Scream i Scream VI, així com pel seu treball anterior junts com Txad, Matt & Rob.

## Membres
Radio Silence va ser formada en 2011 per Matt Bettinelli-Olpin, Tyler Gillett, Justin Martinez i Chad Villella. El col·lectiu havia treballat junts anteriorment com Chad, Matt i Rob i eren coneguts per la seva combinació de comèdia, aventures, ciència-ficció i terror. Martínez després va abandonar el grup.
- Matt Bettinelli-Olpin és originari d’Oakland, CA. És el guitarrista fundador de la banda de punk Link 80 i es va graduar de la Universidad de Califòrnia, Santa Cruz.
- Tyler Gillett és originari de Flagstaff, AZ i es va graduar de la Universitat d'Arizona.
- Chad Villella és originari de Punxsutawney, Pennsilvània. És un graduat de Mercyhurst College i membre original del Centre d'Anàlisi i Capacitació en Recerca d'Informació ( CIRAT ).

## Pel·lícula

### V/H/S
El segment Radio Silence de V/H/S titulat 31/10/98 està ambientat en Halloween quan un grup d'amics van a la recerca d'una festa d'Halloween. Segons una entrevista amb Complex, Radio Silence va passar a la cleda V/H/S després que el productor Brad Miska veiés Mountain Devil Prank Fails Horrively . El seu segment es va rodar durant quatre dies a Los Angeles a l'agost de 2011.
La pel·lícula va ser comprada en el Festival de Cinema de Sundance de 2012 per Magnolia Pictures per poc més d'1 milió de dòlars. L'estrena en cinemes limitat va començar el 5 d'octubre de 2012 als Estats Units i l'1 de novembre de 2012 a l'Argentina. Es va llançar en DVD, Blu-ray i descàrrega digital el 4 de desembre de 2012, i es va llançar una versió VHS d'edició limitada el 5 de febrer de 2013.

### Devil's Due
En 2014, la pel·lícula de terror del grup Devil's Due va ser estrenada el 17 de gener de 2014 per 20th Century Fox. Realitzada amb 7 milions de dòlars, la pel·lícula va recaptar 36,9 milions de dòlars. El director Eli Roth va expressar el seu suport a la pel·lícula i en una sèrie de publicacions en el seu compte oficial de Twitter va escriure: "No prejutgin a Devil's Due perquè La llavor del diable és una pel·lícula del 'sant greal'. És tan intel·ligent, creativa, Inventiva i divertida. Els nois de Radio Silence ho van fer. Devil's Due és una pel·lícula de terror autèntica, aterridora i intel·ligent. Scott Weinberg de Fearnet va descriure la pel·lícula com "un homenatge obscurament apassionat a La llavor del diable, les similituds són alhora intencionals i afectuoses".

### Southbound
Southbound es va estrenar en el Festival Internacional de Cinema de Toronto de 2015 i es va estrenar en cinemes per Orchard el 5 de febrer de 2016. Neil Genzlinger, de The New York Times li va fer a la pel·lícula una crítica positiva i va escriure: "Els seus cinc segments fan el que se suposa que han de fer: inquietar-te, però com a benefici addicional, també et deixen amb ganes de més. Són més fragments que històries completes", i l'incomplet és el seu propi tipus d'esborrany. Els realitzadors no busquen històries ordenades, clarament connectades i concloses. Saben que la ment humana troba els caps per lligar inquietants". Richard Roeper del Chicago Sun-Times, qui va escriure que "És una de les pel·lícules més intel·ligents i aterridores dels últims temps". i David Ehrlich de Rolling Stone va escriure que la pel·lícula era "Com a episodis de Twilight Zone que un Rod Serling enfornat podria haver escrit després de veure Carnival of Souls, aquests capítols són inquietants fins a l'extrem i prou sòrdids com per a fer-te sentir com si estiguessis veient alguna cosa que mai degueres veure. Se't fica en la pell perquè sap que existeix. No hi ha res més aterridor que adonar-te que, no importa com de lluny condueixis, el mal en el teu mirall retrovisor sempre està més prop del que sembla".

### Ready or Not
Ready or Not és una pel·lícula de terror de comèdia negra estatunidenca de 2019 dirigida per Matt Bettinelli-Olpin i Tyler Gillett a partir d'un guió de Guy Busick i R. Christopher Murphy. La pel·lícula és protagonitzada per Samara Weaving com una jovençana que és perseguida per la família del seu cònjuge com a part del ritual de la seva nit de bodes. Mark O'Brien interpreta al seu marit, amb Adam Brody, Henry Czerny i Andie MacDowell com a membres de la seva família. Ready or Not es va estrenar al FanTasia el 27 de juliol de 2019 i va ser estrenada en cinemes el 21 d'agost de 2019 per Fox Searchlight Pictures. Va recaptar més de 57 milions de dòlars amb un pressupost de 6 milions de dòlars, la qual cosa va generar poc menys de 29 milions tant a nivell nacional com internacional. La pel·lícula ha rebut crítiques generalment positives dels crítics, per la seva mescla d'humor subversiu i emocions que agraden al públic.

### Phobias
Phobias és una pel·lícula de terror d'antologia de 2021 que va ser produïda executivament per Radio Silence i va ser llançada el 19 de març de 2021 per Vertical Entertainment.

### V/H/S/94
Al juny de 2020, es va anunciar que s'estava desenvolupant un reinici de la franquícia V/H/S, amb un quart lliurament titulat V/H/S/94. La pel·lícula es va estrenar al Fantastic Fest el 26 de setembre de 2021. La pel·lícula es va estrenar a Shudder el 6 d'octubre de 2021.

### Scream(2022)
Al març de 2020, es va anunciar que Matt Bettinelli-Olpin i Tyler Gillett dirigirien i Txad Villella seria el productor executiu de la cinquè lliurament de la franquícia Scream i que la pel·lícula estava actualment en desenvolupament. Al juny de 2020, Variety va informar que la pel·lícula seria distribuïda per Paramount Pictures. La pel·lícula es va estrenar el 14 de gener de 2022.

### V/H/S/99
V/H/S/99 és una pel·lícula de terror d'antologia de 2022 coproduïda per Radio Silence i llançada el 20 d'octubre de 2022 per Shudder.

### Scream VI
Scream VI, una seqüela de la pel·lícula de 2022, va ser estrenada el 10 de març de 2023 per Paramount Pictures.

### V/H/S/85
V/H/S/85 és una pel·lícula de terror antològica de 2023 produïda per Radi Silence i l'estrena del qual està previst per a 2023 per Shudder.

### Escape from New York
El 17 de novembre de 2022, es va revelar que Radio Silence dirigiria una seqüela de Escape from New York, amb Andrew Rona, Alex Heineman i Radio Silence com a productors, i John Carpenter com a productor executiu. La pel·lícula va ser estrenada per 20th Century Studios.

## Digital

### Chad, Matt i Rob
El grup va treballar junts per primera vegada en una sèrie d'aventures interactives i un curtmetratge de metratge trobat anomenat Mountain Devil Prank Fails Horrively pel lloc web Chad, Matt & Rob.

### The Crawl
En Halloween de 2016, el trio va estrenar el seu primer podcast titula The Crawl with Radio Silence, descrit com "Converses en profunditat amb artistes de cinema i televisió de tota mena per a una mirada darrere d'escena d'algunes de les carreres més interessants i passades per alt en l'entreteniment. ". The Crawl està copresentado per Thom Newell i gravat i editat per Anselm Kennedy.

## Filmografia

### Pel·lícules
| Llançament           | Títol        | Director                                                                                | Distribució              |
| -------------------- | ------------ | --------------------------------------------------------------------------------------- | ------------------------ |
| 5 d'octubre de 2012  | V/H/S        | Adam Wingard David Bruckner Ti West Glenn McQuaid Joe Swanberg Radio Silence            | Magnet Releasing         |
| 17 de gener de 2014  | Devil's Due  | Matt Bettinelli-Olpin Tyler Gillett                                                     | 20th Century Fox         |
| 5 de febrer de 2016  | Southbound   | Roxanne Benjamin David Bruckner Patrick Horvath Radio Silence                           | The Orchard              |
| 21 d'agost de 2019   | Ready or Not | Matt Bettinelli-Olpin Tyler Gillett                                                     | Fox Searchlight Pictures |
| 19 de març de 2021   | Phobias      | Camilla Belle Maritte Lee Go Chris von Hoffmann Joe Sill Jess Varley                    | Vertical Entertainment   |
| 6 d'octubre de 2021  | V/H/S/94     | Jennifer Reeder Chloe Okuno Simon Barrett Timo Tjahjanto Ryan Prows Steven Kostanski    | Shudder                  |
| 14 de gener de 2022  | Scream       | Matt Bettinelli-Olpin Tyler Gillett                                                     | Paramount Pictures       |
| 20 d'octubre de 2022 | V/H/S/99     | Johannes Roberts Vanessa Winter Joseph Winter Maggie Levin Tyler MacIntyre Flying Lotus | Shudder                  |
| 10 de març de 2023   | Scream VI    | Matt Bettinelli-Olpin Tyler Gillett                                                     | Paramount Pictures       |
| 6 d'octubre de 2023  | V/H/S/85     | David Bruckner Scott Derrickson Gigi Saul Guerrero Natasha Kermani Mike P. Nelson       | Shudder                  |
| 19 d'abril de 2024   | Abigail      | Matt Bettinelli-Olpin Tyler Gillett                                                     | Universal Pictures       |

### Pròxims projectes
| Llançament | Títol             | Director    | Distribució |
| ---------- | ----------------- | ----------- | ----------- |
| TBA        | Fountain of Youth | Guy Ritchie | Apple TV+   |

### En desenvolupament
| Títol                | Director                            | Distribució          |
| -------------------- | ----------------------------------- | -------------------- |
| Escape from New York | Radio Silence                       | 20th Century Studios |
| The Ice Beneath Her  | Matt Bettinelli-Olpin Tyler Gillett | STX Entertainment    |
| Reunion              | Matt Bettinelli-Olpin Tyler Gillett | Metro-Goldwyn-Mayer  |

## Televisió

### En desenvolupament
| Any | Sèrie                  | Creadors      | Xarxes |
| --- | ---------------------- | ------------- | ------ |
| TBA | The Butcher & the Wren | Jennifer Yale | N/A    |